# Delizie estensi
Le Delizie estensi sono le residenze rinascimentali fatte costruire dalla casata d'Este e risalgono in particolare al periodo del Ducato di Ferrara, quando comprendeva anche i territori di Modena e Reggio Emilia.
Nel 1995 alcune delle delizie ancora esistenti, tutte nella provincia di Ferrara, sono state inserite dall'UNESCO nell'elenco dei patrimoni dell'umanità, assieme a Ferrara e al suo delta del Po. Nella motivazione si legge: "le residenze dei duchi d'Este nel Delta del Po illustrano in modo eccezionale l'influenza della cultura del Rinascimento sul paesaggio naturale". 

## Storia
La delizia indica storicamente l'abitazione principesca, aperta alla vita di corte e caratterizzata dal legame tra natura e artificio, quindi prevalentemente luogo di piacere e di svago.
Di delizie estensi, tra la città e la campagna, se ne contavano 53, casini da caccia e ritiri estivi situati nel territorio ferrarese e rodigino, fatti erigere dalla famiglia degli Este in un periodo che va dalla fine del Trecento a metà del Cinquecento. Si tratta soprattutto di residenze suburbane o extraurbane, con funzioni di carattere economico, politico e strategico oltre che di rappresentanza, pronte ad accogliere una corte itinerante.
Molte delle Delizie sono scomparse ma rimane l'impianto dell'antico disegno degli Este, leggibile nel paesaggio e mantenuto dall'opera dell'uomo che ha preservato il sottile equilibrio tra terra e acqua. La maggior parte delle delizie erano nate infatti per essere collegate a Ferrara con canali e vie d'acqua.
Alcune Delizie sono in buone condizioni e completamente visitabili, come la Delizia di Schifanoia, il Castello della Mesola, la Villa della Mensa, la Delizia del Verginese, la Delizia di Benvignante e la Delizia di Belriguardo.

## Delizie protette UNESCO
| Immagine              | Nome                     | Proprietà                                        | Comune            | Coordinate                  | Note |
| --------------------- | ------------------------ | ------------------------------------------------ | ----------------- | --------------------------- | --- |
|                       | Palazzo Paradiso         | Comune di Ferrara (Biblioteca comunale Ariostea) | Ferrara           | 44°49′58.3″N 11°37′18.08″E  | Costruito nel 1391 come palazzo di corte per Alberto V d'Este, fu riccamente decorato con affreschi e divenne sede concilare tra il 1437 ed il 1438 durante il Concilio di Basilea, Ferrara e Firenze |
|                       | Palazzo Schifanoia       | Comune di Ferrara (museo)                        | Ferrara           | 44°49′49.39″N 11°37′45.28″E | Il palazzo venne eretto per Alberto V d'Este nel 1385. Borso d'Este lo trasformò e lo fece ampliare. Nel 1452 vi fece realizzare il famoso ciclo di affreschi nel Salone dei Mesi. In seguito Ercole I d'Este commissionò un ulteriore ampliamento del palazzo a Biagio Rossetti. |
|                       | Delizia del Verginese    | Provincia di Ferrara (museo)                     | Portomaggiore     | 44°44′26.63″N 11°48′59.8″E  | Venne costruita con l'aspetto di un semplice casale agricolo presso il fiume Sandolo, ramo meridionale del Po di Volano, già alla fine del XV secolo ed era raggiungibile da Ferrara via acqua. |
|                       | Castello di Mesola       | Provincia di Ferrara (museo)                     | Mesola            | 44°55′23.66″N 12°13′47.31″E | Fu costruito alla fine del XVI secolo per volontà di Alfonso II d'Este e su progetto di Giovan Battista Aleotti e Marc'Antonio Pasi. Fu utilizzato anche come riserva di caccia legata al vicino Boschetto. Rimase di proprietà degli Estensi fino al 1771. Seguirono vari passaggi di proprietà fino al 1952 quando passò sotto il controllo dell'Ente Delta Padano e infine della Provincia. |
|                       | Villa della Mensa        | Privata                                          | Copparo           | 44°50′03.84″N 11°50′15.14″E | Preesistente ai lavori di ampliamento eseguiti tra il 1474 e il 1495 da Bartolomeo della Rovere, vescovo di Ferrara, divenne poi una grande villa di campagna presso l'argine del Po. Ippolito d'Este poi fece intervenire Biagio Rossetti e anche Luigi d'Este apportò modifiche. |
| Benvignante (Argenta) | Delizia di Benvignante   | Comune di Argenta                                | Argenta           | 44°40′59.66″N 11°44′13.67″E | Fu costruita nel 1464 da Pietro Benvenuto degli Ordini per Borso d'Este. Nell'Ottocento fu acquistata dal conte Luigi Gulinelli che modificò la struttura sopraelevandola e rendendola più imponente e squadrata e circondandola da quattro ettari di parco. |
|                       | Delizia di Belriguardo   | Comune di Voghiera (museo)                       | Voghiera          | 44°45′12.24″N 11°45′22.97″E | Fu voluta da Niccolò III d'Este nel 1435 e venne utilizzata come residenza estiva di tutta la corte e come villa di rappresentanza. Nella seconda metà del Cinquecento ospitò anche il poeta Torquato Tasso. Dopo il 1598 fu lasciata in enfiteusi a proprietari terrieri del luogo i quali la utilizzarono principalmente come fattoria. |
|                       | Delizia di Fossadalbero  | Privata                                          | Ferrara           | 44°54′52.47″N 11°42′43.98″E | Fu costruita a partire dal 1424, per volere di Niccolò III d'Este, su progetto dell'architetto Giovanni da Siene. Fu il duca Borso a completarne la costruzione attorno agli anni settanta del 1400. Delizia estiva, era il luogo in cui la corte amava divertirsi con la caccia. Nel 1971 fu acquistato e restaurato dai fratelli Nanni e Ninni Matteucci, che decisero di fondare anche l’Associazione Country Club di Fossadalbero con finalità sportive e ricreative.                                                        |
|                       | Delizia della Diamantina | Privata (museo)                                  | Vigarano Mainarda | 44°53′05.64″N 11°30′34.56″E | Sin dal XII secolo esisteva già una torre sul sito di antica colonizzazione romana e in posizione leggermente elevata, e fu solo a partire dal XV secolo che ai lati di questa fu costruita la struttura della futura delizia. Dopo la perdita del ducato da parte degli Este l'edificio ebbe un periodo di decadenza, anche dovuto al suo relativo isolamento rispetto alle grandi vie di comunicazione. Passata a privati, in tempi recenti una parte della struttura è stata trasformata in un museo della civiltà contadina. |

## Delizie minori o parzialmente conservate
| Immagine | Nome                     | Comune     | Coordinate                  | Note |
| -------- | ------------------------ | ---------- | --------------------------- | --- |
|          | Palazzo Pio              | Tresignana | 44°48′55.76″N 11°54′32.06″E | Venne costruito tra il 1517 e il 1531 da Alessandro Feruffino, capitano delle milizie del duca Alfonso I d'Este nella tenuta detta "La Motta". All'estinzione della famiglia, passò alla pubblica amministrazione durante il dominio francese. Venduto ad una lunga serie di proprietari, nel 2009 fu acquistato dal comune di Tresigallo, che ne fece un museo pubblico. |
|          | Delizia di Zenzalino     | Copparo    | 44°53′42.29″N 11°51′54.02″E | Il palazzo risale al XV secolo, venne riedificato nel XIX secolo e attualmente è dimora privata e non accessibile al pubblico. |
|          | Delizia dei Bagni Ducali | Ferrara    | 44°49′32.69″N 11°37′50.15″E | Venne costruita attorno al 1541 per volontà di Ercole II d'Este. Progettata quasi certamente da Girolamo da Carpi lavorarono alle sue decorazioni interne, in gran parte perdute, Benvenuto Tisi da Garofalo, Camillo Filippi, Battista Dossi e Girolamo da Carpi. Un tempo era una delle più belle delizie estensi nella città di Ferrara e venne usata dagli estensi fino alla perdita della capitale poi, lentamente, cadde in abbandono. L'arrivo delle truppe napoleoniche fece ulteriori danni, riducendo l'edificio a caserma.                               |
|          | Castello di Medelana     | Ostellato  | 44°22′39.09″N 11°10′22.08″E | Frequentata dalla Casa d’Este soprattutto in autunno per le cacce con il falco e le reti, la "delizia" fu abitata da Ercole I, Alfonso, Lucrezia Borgia e Marfisa. Quest'ultima, unica estense a restare a Ferrara dopo la devoluzione della città allo Stato della Chiesa, ospitò qui nel 1593 Torquato Tasso. Oggi si presenta come un edificio compatto, dotato di torre merlata, ed è di proprietà privata, non visitabile. |
|          | Delizia di Consandolo    | Argenta    | 44°39′15.57″N 11°46′33.28″E | Si trattava di una delle più antiche residenze fuori città, fatta costruire nella prima metà del XV secolo da Nicolò III d'Este per la moglie Parisina Malatesta. Individuata in base a documenti, ne resta traccia nell'edificio del "Conventone", ricostruito interamente dopo la demolizione del 1870 circa. |
|          | Delizia di Copparo       | Copparo    | 44°53′42.71″N 11°49′40.26″E | Si presentava come un castello turrito, frequentato da Niccolò III, Borso e Lionello d'Este. Dopo essere stato saccheggiato e gravemente danneggiato dai Veneziani nel 1482, Ercole II ne commissionò la ricostruzione all'architetto Terzo dé Terzi che, tra il 1540 e il 1547, eresse un sontuoso palazzo con quattro torri angolari e ampie sale affrescate da Benvenuto Tisi da Garofalo e Girolamo da Carpi. Nel 1808 fu gravemente danneggiato da un incendio e parzialmente demolito. Nel 1872 i resti vennero incorporati nel nuovo edificio del Municipio. |
|          | Villa Costabili          | Ferrara    | 44°53′28.33″N 11°39′42.51″E | Sitiuata nella frazione di Francolino, risale al XV secolo. Di proprietà privata, è in stato di abbandono dai primi anni Duemila. |
|          | Torre di Parisina        | Voghiera   | 44°47′04.91″N 11°44′09.36″E | Si trova nella frazione di Gualdo e risale al XV secolo Nel secolo XVI fu in seguito incorporata in una villa (villa Navarra), che venne portata in dote da Parisina Malatesta. Passata in seguito in mano privata, passò poi alla «Fondazione Fratelli Navarra» a favore dei giovani agricoltori. |
|          | Camatte di Libolla       | Ostellato  | 44°44′41.41″N 11°54′22.03″E | Si trovavano a Libolla, vicino alla chiesa parrocchiale di Santo Stefano. Erano un casino di caccia quattrocentesco, dotato di due torri angolari, ma danneggiate durante le guerre del Novecento, sono oggi ridotte a ruderi: restano solo tracce del perimetro delle mura. |
|          | Casa Pavanelli           | Fiscaglia  | 44°46′18.76″N 11°56′04.47″E | Nella frazione Migliaro, risaliva almeno al XIII secolo, ceduta dal comune di Ferrara ad Azzo VII d'Este nel 1270. Fu ampliata tra il 1441 e il 1450 da Leonello d'Este, che la sopraelevò, dotandola di loggia, proptiro e decorazioni pittoriche di Jacopo Sagramoro. Passato al cardinale Ippolito II d'Este nel 1533, venne ceduta a Giovanni Battista da Fiume nel 1576, passando poi per altre mani private finché, nel 1856, venne demolita perché pericolante. Oggi vi sono costruite sopra altre abitazioni private                                        |
|          | Casa Vandini             | Copparo    | 44°50′23.63″N 11°48′18.12″E | A Sabbioncello San Pietro, sorgeva sotto l'argine del Volano. Praticamente trasformata in un edificio rurale, ne resta un portale in pietra d'Istria con uno stemma dell’aquila estense e capitelli fregiati dagli stemmi dei Gualenghi e degli Este. |
|          | La Tagliata              | Codigoro   | 44°47′03.04″N 12°07′39″E    | Si trova a Marozzo di Codigoro, in una zona già paludosa e particolarmente ricca di selvaggina per la caccia, era usata per questa attività dagli Estensi. Fu costruita forse da Alfonso II d'Este, e passò poi ai marchesi Bevilacqua e ad altri. Si sono conservate le due torrette usate un tempo come punto di osservazione per la selvaggina. Oggi ospita un'azienda con scuderie di cavalli. |

## Delizie scomparse
A Ferrara:
- Delizia di Belfiore:[15] subì, nel 1483, l’assalto dell’esercito veneziano che la danneggiò pesantemente. Restaurata, nel 1632 un incendio distrusse il palazzo e da allora le decorazioni dello studiolo furono disperse. Di essa restano le opere pittoriche dello studiolo di Belfiore.
- Delizia di Belvedere
- Delizia e giardini della Castellina
- Giardini Il Chiaronome
- Giardino La Cedrara
- Giardini del cavo – La Peschiera
- Giardino La Ragnaia
- Giardino del Padiglione
- La Montagnola e la Rotonda

In provincia di Ferrara:
- Delizia le Casette a Comacchio
- Delizia di Montesanto
- Delizia di Ostellato
- Villa dell'isola Confortino a Pontelagoscuro
- Castello di Porto a Portomaggiore